# 希茨霍芬
希茨霍芬是德国巴伐利亚州的一个市镇。总面积33.79平方公里，总人口2873人，其中男性1495人，女性1378人（2011年12月31日），人口密度85人/平方公里。